# Radio Subasio
Radio Subasio è un'emittente radiofonica privata nata nel 1976 con sede a Viole di Assisi e che trasmette dalle pendici del Monte Subasio, da cui il nome. Ha una copertura interregionale ed è quindi considerata una superstation.

## Storia
L'emittente nasce il 7 febbraio 1976 a Viole di Assisi per iniziativa del commerciante Mario Settimi e di quattro soci, come società a responsabilità limitata. 
La prima sede è nel garage della casa dello stesso Settimi, insonorizzato alla meglio con gli involucri delle uova e con l'antenna installata su un noce che raggiunge un raggio d'ascolto limitato a cinquanta km. Gli animatori sono per la maggior parte giovani studenti che attraverso il microfono esprimono l'entusiasmo per la nuova avventura. Sotto l'egida del direttore responsabile Giampiero Menestò, i programmi sono coordinati sotto la responsabilità di Giuliano Tili con la collaborazione di Maurizio Ercolanetti, Sergio Menghini e Redi Sicali; il responsabile della redazione è Gilberto Scalabrini. Le trasmissioni sono condotte con estrema spigliatezza e fanno presa sugli ascoltatori; in breve tempo fanno di Radio Subasio l'emittente più seguita della zona. 
Inizialmente i programmi iniziano alle sette e continuavano fino all'una di notte: solo per il venerdì e sabato sono previste ventiquattro ore di diretta. Seguitissima la trasmissione domenicale Palla al centro, coordinata da Angelo Marinangeli: aggiornamenti e collegamenti dai campi di calcio delle serie minori regionali. 
Fra la fine degli anni ’70 e l'inizio degli anni ’80 l'emittente, che copre tutta l'Umbria allarga la sua area di copertura ad altre regioni limitrofe. La sede dell'emittente viene trasferita a Colle dei Bensi (sempre a Viole). Radio Subasio diventa una delle emittenti più seguite, ottava fra le italiane, con i suoi 2 milioni di ascoltatori in Umbria, Toscana, Marche, Lazio e Campania. 
Tra gli eventi organizzati da Radio Subasio il Premio Antenna d'argento o Dopofestival, una manifestazione legata al Festival di Sanremo dove i protagonisti della rassegna rivierasca vengono votati con un sondaggio popolare; si tiene per otto edizioni, dal 1981 al 1988. Radio Subasio ottiene alcuni riconoscimenti a livello nazionale come il Telegatto, assegnato dalla rivista Sorrisi e Canzoni TV, e il premio Radiogrolle come migliore radio locale nel 2007.
Nell'estate del 2017 l'emittente viene acquisita dal gruppo RadioMediaset per 25 milioni di euro.
La raccolta pubblicitaria è affidata alla concessionaria Digitalia '80 Radio.
Dopo una grave malattia che lo ha tenuto lontano dai microfoni dell'emittente per diversi mesi, l'8 gennaio 2023, l'emittente comunica che è venuto a mancare l'amato conduttore Roberto Gentile. La sua era una voce amatissima che si occupava della conduzione del "morning show" e la sua dipartita ha lasciato attoniti ascoltatori e colleghi. In suo onore, nella giornata dei funerali, l'emittente ha proposto una programmazione di sola musica con i brani più apprezzati dal conduttore.

### Ascolti
Secondo alcuni studiosi di comunicazione, gli alti ascolti medi di Radio Subasio sono essenzialmente dovuti alla sua formula che punta alla diffusione di musica leggera (soprattutto italiana) intervallata dai vari speaker che trattano argomenti di vario genere.
Fra i programmi più seguiti c'è Jukebox, tramite il quale gli ascoltatori prenotano brani dedicandoli a qualcuno e Per un'ora d'amore, programma della sera che trasmette canzoni d'amore.

### Diffusione
Fino al 2017 l'irradiamento era concentrato sull'Italia centrale, con sforamenti in Italia settentrionale e meridionale, da Imola a Salerno. Nonostante si trattasse di una radio a media diffusione, si è imposta tra le più ascoltate in Italia, riuscendo a superare anche alcune stazioni nazionali.
Già prima del 2017, sulla costa orientale dell'Adriatico, in Croazia, la ricezione di Radio Subasio cominciava nei pressi di Spalato e risaliva a nord rispetto al versante occidentale, con copertura su tutte le Isole Incoronate, sul litorale dalmata, sul Quarnaro e spingendosi fino all'Istria centro-meridionale e all'entroterra dell'Istria bianca, con un'ottima propagazione durante le ore notturne. Inoltre nei periodi estivi la radio era ricevibile anche nel nord-est della Sardegna (in particolare in Gallura e nelle Baronie) grazie alle favorevoli condizioni troposferiche. La diretta streaming via web è disponibile a livello mondiale usando l'applicazione ufficiale o altri aggregatori di streaming radiofonici.
Dopo essere stata acquistata dal gruppo RadioMediaset nel 2017, ci sono stati dei travasi di frequenze ridondanti del centro Italia da Radio Subasio, Radio Subasio+ e Radio Suby alle altre emittenti del consorzio, R101, Radio 105 e Virgin Radio, che hanno potuto così migliorare il proprio segnale in tale zona. Il passaggio nell'orbita Fininvest ha permesso anche di iniziare ad ampliare la diffusione del segnale di Radio Subasio in quelle zone che la stazione umbra non raggiungeva: già nel settembre 2017 è iniziato l'irradiamento su Milano e su buona parte delle province di Como, Monza e Varese, rilevando gli 87,5 MHz che in precedenza erano assegnati a Virgin Radio.
Dal 14 marzo 2019 il gruppo è presente anche sul DAB+, all'interno del bouquet EuroDAB Italia (a copertura nazionale), con l'emittente di sola musica Subasio XL.
Dal 1º maggio 2021 l'emittente viene diffusa per la prima volta in Emilia, attivando la copertura in parte delle province di Bologna, Ravenna e Forlì-Cesena sui 107,7 MHz, a Ferrara sui 102,9 MHz e poi ancora (dal 3 maggio) a Bologna città sui 96,3 MHz dall'Osservanza. Nel corso dell'anno l'irradiamento arriva anche nel ponente ligure, coprendo la zona di Sanremo (dal 17 maggio) sui 97,5 MHz; a dicembre parte anche la trasmissione dalle antenne di Busalla - Monte Maggio (GE), rilevando i 102,0 MHz da Radio Monte Carlo 2 (MC2).
Lungo il 2022 avviene il lancio su Tivùsat, ove dal 23 febbraio Radio Subasio è ricevibile sul LCN 619 (anche qui in sostituzione di MC2), e la stabilizzazione dell'irradiamento in Sardegna: il 18 ottobre vengono infatti attivati i 91,7 MHz da Arzana (NU) per il territorio dell'Ogliastra e i 98,7 MHz da Curraggia per la zona di Tempio Pausania (SS).
Ai primi del 2023 la diffusione viene estesa a molte zone del nord Italia, assegnando a Radio Subasio le frequenze doppie del gruppo RadioMediaset che in precedenza diffondevano R101: a Torino i 91,2 MHz, in Lombardia a Varese e Brescia i 101 MHz, in Veneto i 107,5 MHz di Verona, in Friuli Venezia Giulia i 97,5 MHz dalle antenne di Porzus e Piancavallo (rispettivamente per Udine e Pordenone), in Emilia-Romagna i 95,2 MHz di Modena. Il rafforzamento tocca anche l'Abruzzo, con l'attivazione dei 103 MHz dalla Maiella, che coprono Chieti, Pescara e parte delle province limitrofe. A febbraio viene ulteriormente potenziata la diffusione in Sardegna, "accendendo" gli 87,6 MHz a Cagliari, i 102,3 MHz a Sassari, i 105,3 MHz a Nuoro e i 105,5 MHz a Olbia; la copertura raggiunge anche, per la prima volta, la Sicilia, grazie ai 93,7 MHz di Palermo e i 90,2 MHz di Catania. Si rafforza altresì la presenza in Emilia e Piemonte, con l'aggiunta dei 95,3 MHz per Bologna città e Reggio Emilia e dei 101,0 MHz per Ivrea (TO). Il 2 maggio viene attivata la frequenza 95,5 MHz su Benevento e infine il 29 dicembre avviene l'ampliamento nelle zone di Sestriere (105,7 MHz) e Cortina d'Ampezzo (87,9 MHz).

## Programmi & appuntamenti
- Oroscopo
- Gli auguri di Radio Subasio
- Indovina la canzone
- Mi ritorni in mente
- Jukebox
- 3xTe
- Per un'ora d'amore
- Giochiamo?
- Radio Subasio Music Club: dal 2017 vengono ospitati in studio numerosi cantanti italiani che si esibiscono dal vivo e vengono intervistati dal pubblico presente. Il programma è ideato dal direttore Beppe Cuva e alla sua conduzione si alternano i conduttori della radio Gianluca Giurato, Katia Giuliani, Ignazio Failla, Manuel Saraca, Davide Berton e Gloria Gallo. Assistono 50 ascoltatori ad ogni appuntamento divisi fra in presenza e collegati via Zoom.

## Speaker attuali
- Gloria Gallo
- Gianluca Giurato
- Davide Berton[18]
- Vera Torrisi[19]
- Roberta Reversi[20]
- Ignazio Failla[21][22]
- Stefano Pozzovivo[23]
- Leonardo Fabrizi[24]
- Katia Giuliani[25]
- Francesca Quaglietti[26]
- Alessandra Barzaghi[27]
- Manuel Saraca[28][29]

## Palinsesto attuale
| Fascia    | Programma                                     |
| --------- | --------------------------------------------- |
| LUN - VEN |                                               |
| 05 - 07   | Vera Torrisi                                  |
| 07 - 10   | Gianluca Giurato                              |
| 10 - 13   | Stefano Pozzovivo                             |
| 13 - 16   | Leonardo Fabrizi                              |
| 16 - 17   | Leonardo Fabrizi & Katia Giuliani             |
| 17 - 21   | Katia Giuliani                                |
| 21-22*    | Subasio Music Club *solo quando è programmato |
| 21 - 00   | Roberta Reversi                               |
| SAB - DOM |                                               |
| 05 - 09   | Ignazio Failla                                |
| 09 - 10   | Ignazio Failla & Manuel Saraca                |
| 10 - 13   | Manuel Saraca                                 |
| 13 - 15   | Alessandra Barzaghi                           |
| 15 - 17   | Davide Berton                                 |
| 17 - 18   | Davide Berton e Gloria Gallo                  |
| 18 - 21   | Gloria Gallo                                  |
| 20 - 21   | Radio Subasio Music Club Estate Domenica*     |
| 21 - 00   | Francesca Quaglietti (anche ven)              |